# 土屋光春
土屋 光春（日语：つちや みつはる；1848年9月23日—1920年11月17日）為日本明治時代～大正時代的陸軍軍人，官拜「陸軍大将正三位勳一等功二級男爵」。

## 生平
嘉永元年（1848年）岡崎藩士・渡利伝左衛門的四男。後來成為岡崎藩士・土屋光時的嗣子。明治3年（1870年）被藩選入大阪陸軍兵學校，畢業後任官陸軍少尉。之後、參與佐賀之亂、西南戰爭等戰役。甲午战争時擔任大本營參謀。
歷任第27旅團長、臺灣守備混成第1旅團長、近衛歩兵第1旅團長。明治35年（1902年）進升陸軍中將。日俄战争之際、擔任乃木希典大將所率之第3軍隷下第11師團長，參與旅順攻圍戰。率領師團進行東雞冠山戰役，於攻撃中被帝俄軍擊中頭部，隨後被後送回日本治療。治癒後、明治38年（1905年）擔任新設的第14师团長，再度前往满洲參與作戰。凱旋後、明治40年（1907年）9月依戰功被授予男爵爵位。明治41年（1908年）12月21日擔任第4師團長。明治43年（1910年）8月進升陸軍大將，同時編入預備役。大正9年（1920年）11月17日享年73歳病没。葬於愛知縣岡崎市龍海院。
其長男土屋光金自海軍中將退役後，擔任貴族院議員。